# Polystachya dendrobiiflora
Polystachya dendrobiiflora är en orkidéart som beskrevs av Heinrich Gustav Reichenbach. Polystachya dendrobiiflora ingår i släktet Polystachya och familjen orkidéer. Inga underarter finns listade i Catalogue of Life.

## Bildgalleri

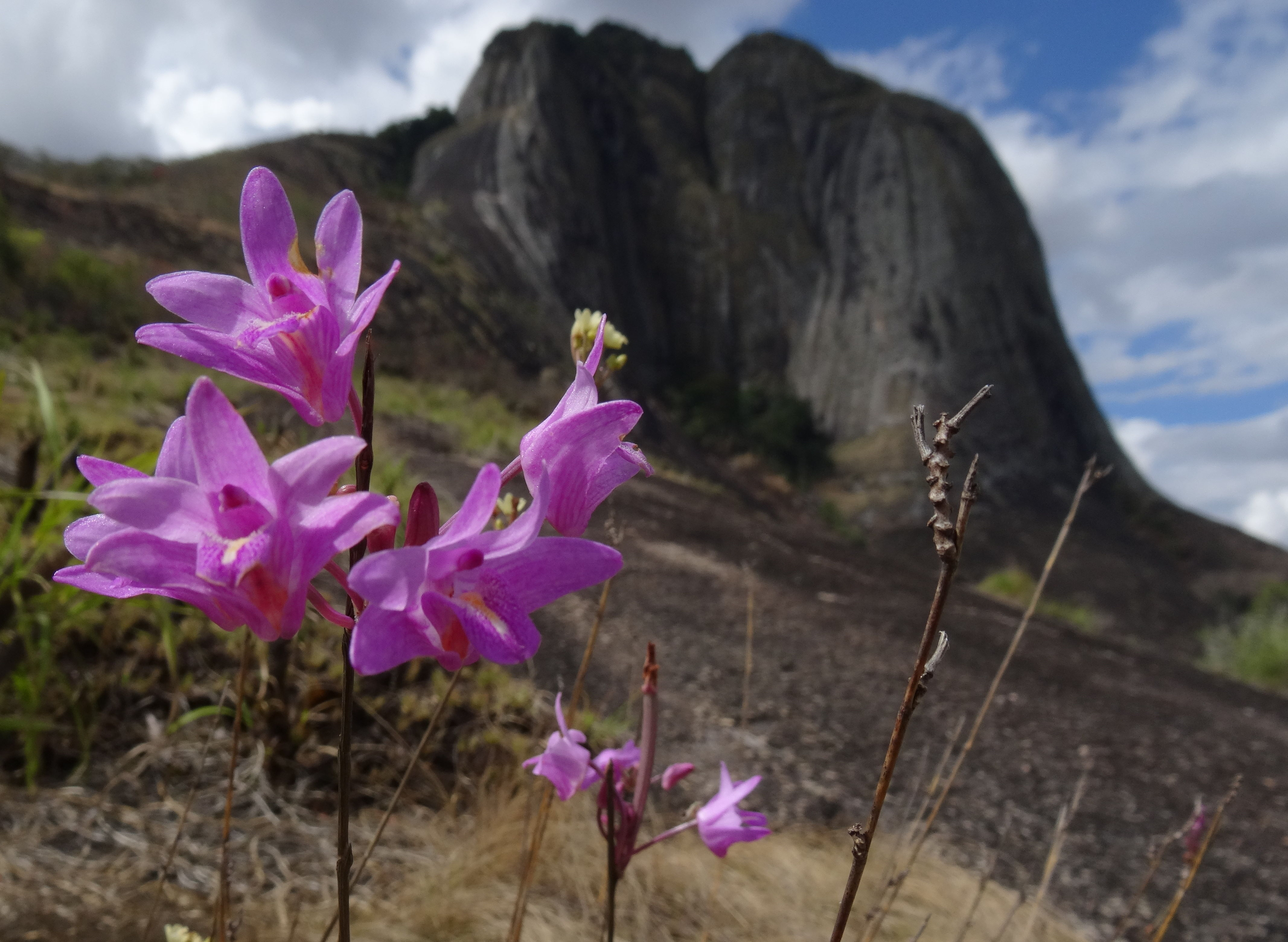
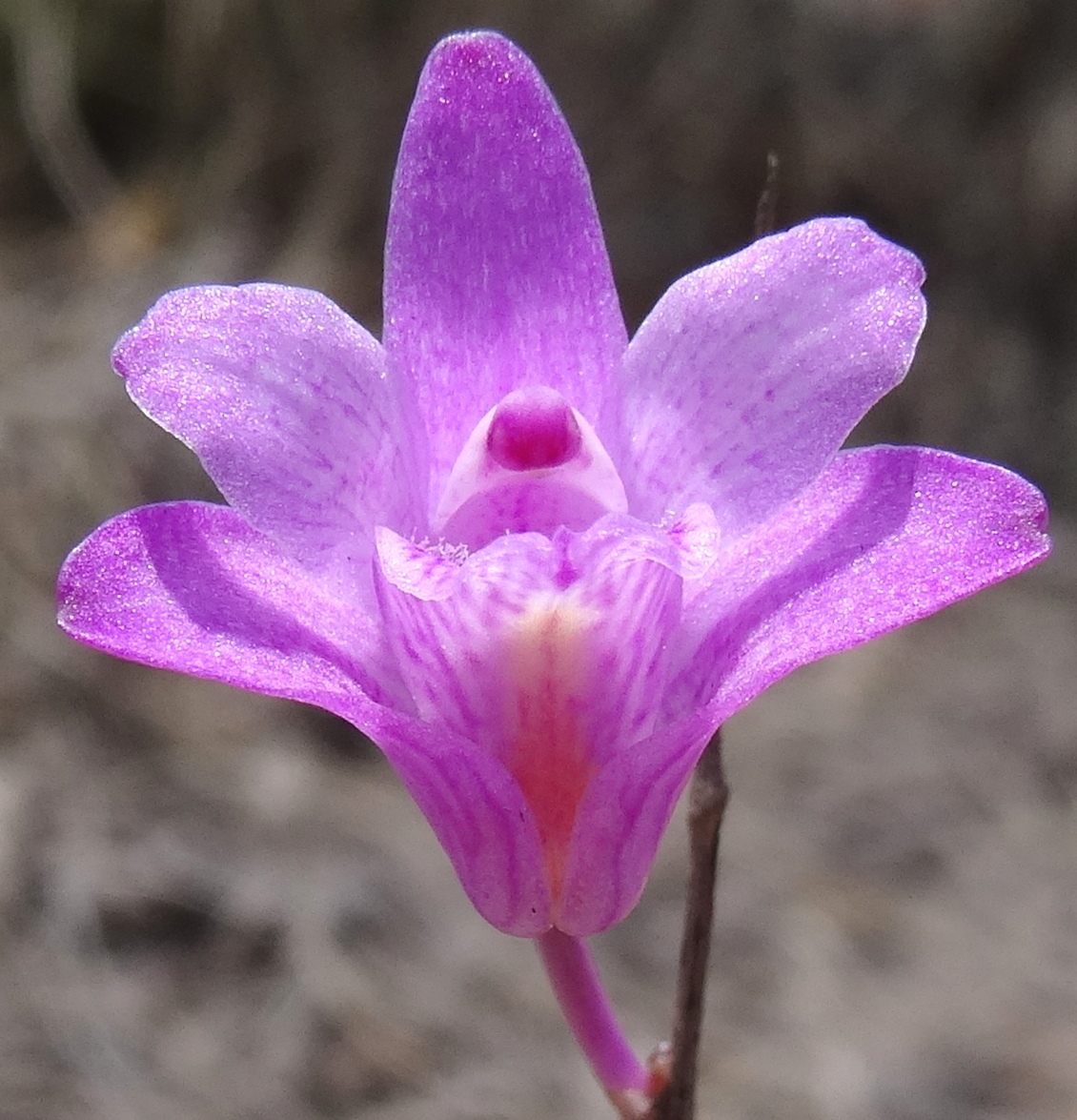